# Heidi Weisel
Heidi Weisel (San Francisco, 1961 - Los Ángeles, 28 de enero de 2021) fue una diseñadora de moda estadounidense. Fue la fundadora y jefa de diseño de Heidi Weisel, una marca de lujo para mujeres con sede en la ciudad de Nueva York. La firma de Weisel fue crear ropa de noche moderna y atemporal con la simplicidad y facilidad de la ropa deportiva. Un diseño de encaje y gasa de Heidi Weisel está en la colección permanente del Museo Metropolitano de Arte. Weisel fue miembro del Council of Fashion Designers of America (CFDA).

## Primeros años
Weisel nació en San Francisco, California y se crio en Brooklyn, Nueva York con su hermano Jack. Hija de inmigrantes judíos de Hungría, Weisel le dio crédito al estilo simple y elegante de su madre Rachel y a su padre David, que tenía un negocio textil, por inculcar el amor y el aprecio por las telas hermosas. A los cinco años comenzó a usar muestras de tela que le había regalado su padre para diseñar un guardarropa para su muñeca Skipper. Cuando tenía diez años, sus padres le compraron una máquina de coser. Asistió al Fashion Institute of Technology, donde recibió un título de Asociado en Ciencias Aplicadas en Diseño de Moda.

## Carrera
Weisel debutó con su colección en 1990 con seis piezas de noche negras. Su concepto inicial se inspiró en el movimiento y el vestuario diáfano de los bailarines, así como en su propia búsqueda personal de diseños juveniles, elegantes, modernos y desestructurados. El vestido que lanzó su carrera presentaba un corpiño de cachemira de punto y una falda de gasa de seda, simplemente unidos por una cinta de raso. Los vestidos elegantes y sin esfuerzo de Weisel contrastaban con los vestidos de noche más complejos y muy estructurados de la época.
La colección pronto se llevó a cabo en los minoristas nacionales Neiman Marcus, Barneys New York, Bergdorf Goodman, Saks Fifth Avenue, Bloomingdale's y Marshall Field's; Harrods y Harvey Nichols, con sede en el Reino Unido; así como las tiendas especializadas de Estados Unidos Stanley Korshak, Mitchells, Richards y Linda Dresner. Weisel lanzó su colección de novias en 1996, que se convirtió en exclusiva de Bergdorf Goodman unas temporadas más tarde. En 1999, Weisel lanzó una línea de abrigos en cachemira, seda y terciopelo. Como parte de la colección de debut, Weisel creó una envoltura para la Fundación de Cáncer de Mama Susan G. Komen, por la cual una parte de las ganancias benefició a la organización.

### Medios de comunicación
Weisel ha aparecido en CBS This Morning, Extra (programa de televisión estadounidense), E!, CNN, y Archivo de Moda. También ha aparecido en Women's Wear Daily, People, InStyle, House Beautiful y Travel + Leisure. Sus diseños han aparecido en los principales medios impresos, incluidos Vogue, Harper's Bazaar, People, The New York Times, New York Daily News, New York Post, Chicago Tribune, Town & Country, O, The Oprah Magazine, Martha Stewart Living, Nueva York, The Washington Post, Chicago Tribune y Los Ángeles.
Weisel también apareció con el galardonado chef de repostería Dominique Ansel en The Martha Stewart Show, donde los dos colaboraron en un vestido de novia de invierno decorado con chocolate blanco y cristales.
Weisel también ha aparecido en libros, incluidos Elements of Style de Phillip Bloch, New York Fashion Week de Eila Mell, Impact: 50 Years of the CFDA de Patricia Mears y Bobbi Brown - Beauty Evolution de Bobbi Brown.

### Créditos de películas
El trabajo de Weisel ha aparecido en las principales películas cinematográficas, que incluyen:
- Austin Powers: International Man of Mystery : Elizabeth Hurley.
- Intolerable Cruelty: Catherine Zeta-Jones.
- La niñera y el presidente: Fran Drescher.[23]

### Vestidos de celebridades
Las celebridades Brooke Shields, Faith Hill, Sandra Bullock, Vanessa Williams, Oprah Winfrey, Catherine Zeta-Jones, Elizabeth Hurley, Salma Hayek, Debra Messing, Sharon Stone, Joan Allen, Lisa Kudrow y Sofía Vergara han usado Heidi Weisel; al igual que los íconos de la industria de la moda Kate Spade y Bobbi Brown. Drew Barrymore usó un vestido de Heidi Weisel para su primera portada de la revista InStyle en marzo de 1999.
Vanessa Williams vistió a Heidi Weisel en dos apariciones en Saturday Night Live, incluida una en la que actuó con Luciano Pavarotti, así como para "Vanessa Williams & Friends - Christmas in New York", que se emitió el 1 de diciembre de 1996.
La actriz y modelo Brooke Shields usó un vestido de Heidi Weisel para su boda con el tenista Andre Agassi; y también eligió diseños de Weisel para sus damas de honor. La cantante y productora estadounidense Faith Hill también usó un vestido de novia Weisel, que luego se incluyó en una exposición sobre la cantante y su esposo, el cantante country y actor Tim McGraw, en el Museo y Salón de la Fama de la Música Country.
Los diseños de Weisel también se han usado en la alfombra roja de los Premios de la Academia, los Premios People's Choice, los Globos de Oro y los Premios Emmy.

### Premios y honores
- Museo Metropolitano de Arte, Instituto del Traje, diseño de Heidi Weisel elegido para la exposición Infra-Apparel, 1993; añadido a la colección permanente en 1994.[27][2]
- Algodón, Inc. Desfile de moda, 1994.[4]
- Vidal Sassoon Excelencia en nuevo diseño, 1994.
- Miembro del Consejo de Diseñadores de Moda de América, 1995.[3]
- Premio a la excelencia en el diseño estadounidense, Washington D. C., 1995.[28]
- Premio Gold Coast Fashion a la excelencia en el diseño, 2000.[29]